# Kranjska koča na Ledinah
Kranjska koča na Vadinah (1700 m) je planinska postojanka, ki stoji na planoti Vadine  nad sklepom Ravenske Kočne, tik pod ostanki ledenika pod Skuto. Zgrajena je bila 31. julija 1977 na mestu nekdanje ovčarske kolibe, obnovljena leta 1992. Upravlja jo PD Kranj.

## Dostopi
- 2.30 h: z Zgornjega Jezerskega (Zgornji kraj), po lovski poti
- 2.30 h: z Zgornjega Jezerskega (Zgornji kraj), po Slovenski poti
- 2.30 h: z Zgornjega Jezerskega (Zgornji kraj), skozi Žrelo

## Prehodi
- 1 h: do Češke koče na Spodnjih Ravneh (1542 m)
- 4 h: do Frischaufovega doma na Okrešlju (1396 m), čez Jezersko in Savinjsko sedlo

## Vzponi na vrhove
- 3.30 h: Kranjska Rinka (2453 m)
- 3 h: Križ (Koroška Rinka) (2433 m)
- 1 h: Belski turen (2108 m)
- 3.30 h: Mrzla gora (2203 m)
- 2.30 h: Velika Koroška Baba (2127 m), čez Jezersko sedlo
- 2 h: Velika Koroška Baba (2127 m), po plezalni poti